# Manuel Marlasca
 (octobre 2017).
Si vous disposez d'ouvrages ou d'articles de référence ou si vous connaissez des sites web de qualité traitant du thème abordé ici, merci de compléter l'article en donnant les références utiles à sa vérifiabilité et en les liant à la section « Notes et références ».
Manuel Marlasca García, né le 15 octobre 1967 à Madrid, est un journaliste espagnol. Depuis 2012, il travaille pour la chaîne de télévision La Sexta.

## Biographie
En octobre 2012, Manuel Marlasca devient chef du département d'investigation de La Sexta. Il apparaît dans l'émission Más vale tarde présentée par Mamen Mendizábal sur La Sexta.
Il collabore aussi au programme de Susanna Griso Espejo Público sur la chaîne Antena 3. Il anime avec Luis Rendueles la section "Territorio Negro" dans l'émission En la Onda de Julia Otero sur la chaîne de radio Onda Cero.